# Toad in the hole

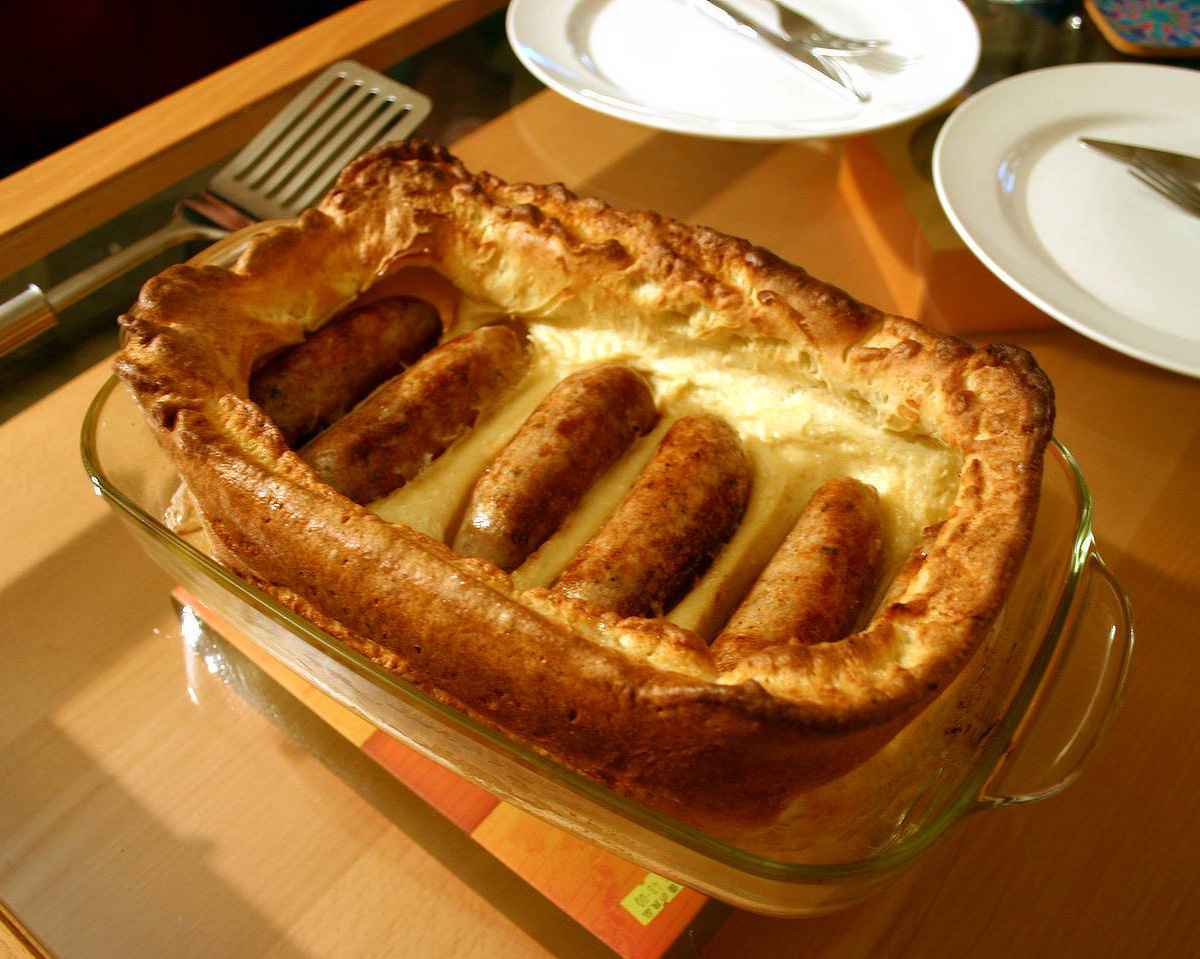
Toad in the hole

Toad in the hole – potrawa kuchni angielskiej, kiełbaski zapiekane w cieście podobnym do Yorkshire pudding.
Najwcześniejsze wzmianki o potrawie pochodzą z XVIII wieku. Pojawia się ona m.in. w dzienniku sklepikarza Thomasa Turnera z 1757 roku. W wydanej w 1747 roku książce The Art of Cookery, autorstwa Hannah Glasse, znajduje się podobny przepis na pigeon in a hole (gołąb zapiekany w cieście). Pierwsze odnotowane użycie nazwy toad in the hole pochodzi natomiast z 1787 roku. Nazwa ta (z ang. dosł. „ropucha w dziurce”) prawdopodobnie nawiązuje do wyglądu potrawy.
W XVIII i XIX wieku potrawę zwykle przyrządzano nie z wykorzystaniem kiełbasy, lecz kawałków dowolnego mięsa, często wołowiny. Wiele przepisów z tego okresu sugerowało wykorzystanie najtańszych dostępnych rodzajów mięsa (Plain Cookery Book for the Working Classes Charlesa Francatelliego z 1852 roku) oraz resztek (The Modern Housewife Alexisa Soyera z 1850 roku). Dzięki swojej przystępności potrawa zyskała popularność wśród niezamożnej części społeczeństwa. Nie spotkała się jednak z uznaniem klas wyższych, trafiając do ówczesnych słowników wulgaryzmów.